# جیمی کارگیل
جیمی کارگیل (انگلیسی: Jimmy Cargill؛ زادهٔ ۲۱ نوامبر ۱۹۱۴) بازیکن فوتبال است.
از باشگاه‌هایی که در آن بازی کرده‌است می‌توان به باشگاه فوتبال بارو اشاره کرد.